# Hyung Min-woo
Hyung Min-woo (14 aprile 1974) è un disegnatore sudcoreano.
È noto soprattutto per il manhwa Priest, che ha iniziato a scrivere e disegnare nel 1998.
Ha introdotto lo sfondo nero nelle tavole e presenta i suoi personaggi consumati e poco più che abbozzati. Fra le sue peculiarità vi è il tentativo di comunicare anche la sua esperienza fumettistica durante la composizione rendendo così il lettore maggiormente partecipe nella realizzazione.